# Rhyacophila kolymensis
Rhyacophila kolymensis là một loài Trichoptera trong họ Rhyacophilidae. Chúng phân bố ở miền Cổ bắc.